# Max Weber Stiftung
Die Max Weber Stiftung – Deutsche Geisteswissenschaftliche Institute im Ausland (MWS) ist eine rechtsfähige bundesunmittelbare Stiftung mit Sitz in Bonn. Sie wurde durch Gesetz des Deutschen Bundestages am 1. Juli 2002 als Stiftung Deutsche Geisteswissenschaftliche Institute im Ausland errichtet. Mit Wirkung zum 1. Juli 2012 erhielt sie den Namenszusatz „Max Weber“, benannt nach dem Soziologen und Nationalökonomen Max Weber (1864–1920). Sie versammelt unter ihrem Dach zehn Institute mit etwa 300 Beschäftigten an Standorten in Beirut, Istanbul, London, Neu-Delhi, Paris, Rom, Tokio, Warschau und Washington, D.C. Institutioneller Zuwendungsgeber ist das Bundesministerium für Forschung, Technologie und Raumfahrt. Die Stiftung verfügte 2022 über einen Jahreshaushalt von über 54 Millionen Euro zzgl. Drittmittel.

## Aufgaben

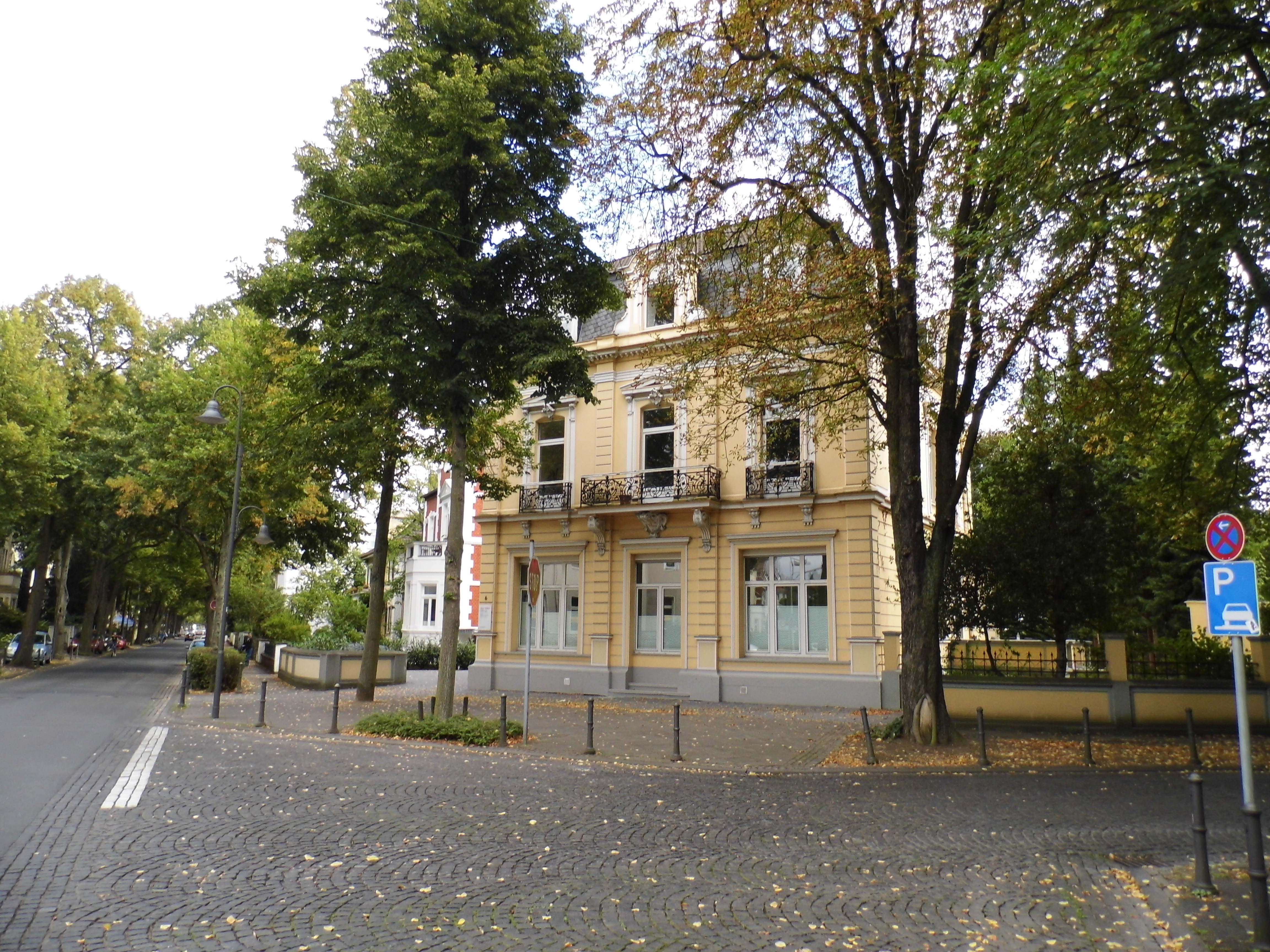
Die Geschäftsstelle der Max Weber Stiftung in Bonn

Ziel der Stiftung ist die Förderung der Forschung mit Schwerpunkten auf den Gebieten der Geschichts-, Kultur-, Wirtschafts- und Sozialwissenschaften in ausgewählten Ländern und die Förderung des gegenseitigen Verständnisses zwischen Deutschland und den Gastländern bzw. -regionen. Indem sie sowohl den Dialog der Fachkulturen fördert als auch wissenschaftliche und nicht-wissenschaftliche Beschäftigte aus verschiedenen Ländern mit unterschiedlichen kulturellen Hintergründen zusammenbringt, verstärkt sie die Internationalisierung der Forschung in den Geistes-, Sozial- und Kulturwissenschaften.
Die Stiftung unterstützt die globale Vernetzung deutscher Forschungs-, Förder- und Mittlerorganisationen und leistet so einen wichtigen Beitrag zur Stärkung des Forschungs- und Hochschulstandorts Deutschland. Sie schafft Foren, auf denen die Institute ihre Forschungen vorstellen können, in erster Linie in den Gastländern, aber auch in Deutschland.
Zur Intensivierung des internationalen wissenschaftlichen Austauschs trägt die Stiftung zum Aufbau sozialer und informationstechnischer Forschungsinfrastrukturen bei.

## Institute und Projekte
Die Auslandsinstitute sind in ihrer wissenschaftlichen Arbeit unabhängig. Sie betreiben eigene Forschung und fördern die Zusammenarbeit mit Wissenschaftlern sowie mit Institutionen ihrer Arbeitsbereiche, insbesondere durch Publikationen und wissenschaftliche Veranstaltungen, wissenschaftliche Auskünfte und Beratung, Vermittlung wissenschaftlicher Kontakte, Förderung des wissenschaftlichen Nachwuchses sowie Einrichtung und Unterhalt von Bibliotheken und Mediatheken.
Die Stiftung unterhält derzeit zehn Institute im Ausland, diesen Instituten sind zum Teil Zweigstellen zugeordnet:
- Deutsches Forum für Kunstgeschichte Paris
- Deutsches Historisches Institut London
- Deutsches Historisches Institut Paris
- Deutsches Historisches Institut Rom
- Deutsches Historisches Institut Warschau
- Deutsches Historisches Institut Washington
- Deutsches Institut für Japanstudien Tokyo
- Max Weber Forum für Südasienstudien Delhi
- Orient-Institut Beirut
- Orient-Institut Istanbul

Seit 2010 arbeitet das Orient-Institut Beirut auch verstärkt mit wissenschaftlichen Partnern in Ägypten zusammen und unterhält dazu inzwischen auch ein Büro in Kairo.
Seit 2012 führt das DHI London gemeinsam mit deutschen, britischen und indischen Kooperationspartnern Forschungen in Neu-Delhi durch, die 2014 als India Branch Office der Stiftung registriert wurden. Im Jahr 2021 wurde das Büro schließlich als Max Weber Forum für Südasienstudien Delhi unabhängig und arbeitet sowohl im Bereich der geistes- als auch sozialwissenschaftlichen Forschung.
Eine Reihe von weiteren Außen- und Projektforschungsstellen wurden seit 2017 eingerichtet:
- Von 2017 bis 2024 betrieb die Max Weber Stiftung ein Büro in Peking. Das Büro beruhte auf einer Kooperation mit der École française d’Extrême-Orient und dem Institut für die Geschichte der Naturwissenschaften an der Chinesischen Akademie der Wissenschaften.[8]
- Das Pacific Regional Office in Berkeley wird seit 2017 vom DHI Washington gemeinsam mit dem Institute of European Studies der University of California, Berkeley betrieben.[9]
- Vom Deutschen Institut für Japanstudien wurde 2017 eine Vertretung in Singapur eröffnet. Hier wird mit der National University of Singapore eine Forschungsgruppe unterhalten.[10]
- Darüber hinaus hat das DHI Warschau zwei Außenstellen eröffnet, welche die regionale Forschungskooperation über Polen hinaus stärken sollen: 2017 in Vilnius (Litauen)[11] und 2018 in Kooperation mit dem Collegium Carolinum sowie der Akademie der Wissenschaften der Tschechischen Republik in Prag.[12]
- Am 17. November 2023 beschloss der Stiftungsrat die Gründung des dezentral organisierten Max Weber Netzwerks Osteuropa mit ersten Standorten in Tbilisi/Georgien, Vilnius/Litauen und Helsinki/Finnland.[13]

Im November 2024 hat der Stiftungsrat der MWS den Aufbau einer „Forschungsstelle Ukraine“ beschlossen. Die Münchner Historikerin Iryna Klymenko soll Leiterin der Forschungsstelle werden, die in Lwiw in Kooperation mit ukrainischen Partnern entstehen soll.

## Förderung
Die wissenschaftliche Arbeit der Institute wird in besonderem Maß getragen und geprägt von Projekten jüngerer Wissenschaftlicher Mitarbeitenden auf zeitlich befristeten Qualifikationsstellen, deren Mobilität ein hoher Stellenwert eingeräumt wird. Die Einbettung der Institute in die Fachkulturen ihrer Gastländer bzw. Gastregionen eröffnet den Beschäftigten exzellente Möglichkeiten der beruflichen Weiterentwicklung.

### Stipendien
Die Stiftung vergibt jährlich über ihre Institute mehr als 250 Stipendien an Studierende, Promovierende sowie Postdoktorierende. Damit ist die Max Weber Stiftung nach dem Deutschen Akademischen Austauschdienst, der Deutschen Forschungsgemeinschaft und der Alexander von Humboldt-Stiftung größter Stipendiengeber vornehmlich für deutsche Geistes- und Sozialwissenschaftler im Ausland. Darüber hinaus werden von vielen der Institute auch Forschungspraktika an Studierende vergeben.

### Internationaler Forschungspreis
Die Max Weber Stiftung verleiht ihren Internationalen Forschungspreis alle drei Jahre an eine Person aus den Gastländern bzw. den Gastregionen der Institute der Max Weber Stiftung, die sich am Beginn der wissenschaftlichen Karriere befindet. Neben einem Preisgeld bekommt die ausgewählte Person die Möglichkeit, eine einschlägige Publikation (im Regelfall die Dissertation) im Open Access zu publizieren und ins Deutsche übersetzen zu lassen. Mit dem Preis werden herausragende Wissenschaftlerinnen und Wissenschaftler ausgezeichnet, die exzellente, international ausgerichtete, geistes-, sozial- oder kulturwissenschaftliche Forschung betreiben. Der Internationale Forschungspreis ist mit 5.000 Euro dotiert.

## Aufbau

### Stiftungsrat
Das oberste Stiftungsorgan ist der Stiftungsrat. Er entscheidet in allen Angelegenheiten, die für die Stiftung und ihre Entwicklung von grundsätzlicher Bedeutung sind, und überwacht die Tätigkeit der Einrichtungen der Stiftung unter den Gesichtspunkten der Rechtmäßigkeit, Zweckmäßigkeit und Wirtschaftlichkeit.
Der Stiftungsrat besteht aus elf vom BMBF für eine Amtszeit von vier Jahren berufenen Mitgliedern. Nach dem DGIA-Gesetz liegt das Benennungsrecht für vier Wissenschaftler bei der DFG und für jeweils einen Wissenschaftler bei der Alexander von Humboldt-Stiftung, der Max-Planck-Gesellschaft und der Leibniz-Gemeinschaft. Der Stifterverband für die Deutsche Wissenschaft benennt eine den Geisteswissenschaften nahestehende Person. An den Sitzungen des Stiftungsrats nehmen jeweils zwei Mitglieder der Direktionsversammlung und der Versammlung der Beiratsvorsitzenden, der Geschäftsführer und die jeweiligen Vertreter des Personals und der wissenschaftlichen Mitarbeiter als ständige Gäste mit Antrags- und Rederecht teil. Die Mitglieder sind zurzeit (Stand August 2024):
- Ute Frevert (Präsidentin), MWS
- Kim Siebenhüner, Universität Jena (stv. Stiftungsratsvorsitzende)
- Judit Árokay, Universität Heidelberg
- Sebastian Conrad, FU Berlin, Friedrich-Meinecke-Institut
- Nikolas Jaspert, Universität Heidelberg
- Volker Meyer-Guckel, Stifterverband für die Deutsche Wissenschaft
- Maren Röger, GWZO Leipzig
- Andrea Stohr, Auswärtiges Amt
- Ulrich Scharlack, Bundesministerium für Bildung und Forschung
- Tanja Michalsky, Bibliotheca Hertziana – Max-Planck-Institut für Kunstgeschichte
- Judith Pfeiffer, Universität Bonn

### Geschäftsstelle
In Bonn ist die gemeinsame Geschäftsstelle der Stiftung eingerichtet. Sie wird von dem Geschäftsführer geleitet und ist u. a. zuständig für die Koordinierung und Vertretung der administrativen Belange der Institute in Deutschland, der Bereitstellung einer digitalen Publikationsplattform, der Durchführung externer Evaluationen und der Öffentlichkeitsarbeit. Darüber hinaus unterstützt sie allgemein die Organe und Institute der Stiftung.

## Publikationen der Stiftung und ihrer Institute
Die Stiftung publiziert jährliche Monitoringberichte und seit 2012 das zweimal jährlich erscheinende Magazin Weltweit vor Ort, das auch als Download bereitsteht. Ausgewählte Publikationen der einzelnen Institute werden auf der geisteswissenschaftlichen Open-Access-Publikationsplattform perspectivia.net veröffentlicht.